# Otlukbeli (district)
Otlukbeli is een Turks district in de provincie Erzincan en telt 2.705 inwoners (2007). Het district heeft een oppervlakte van 468,2 km². Hoofdplaats is Otlukbeli.
De bevolkingsontwikkeling van het district is weergegeven in onderstaande tabel.
| 1997  | 2000  | 2007  |
| ----- | ----- | ----- |
| 3.874 | 4.651 | 2.705 |